# Lupina žlutá
Lupina žlutá (Lupinus luteus) je luštěnina patřící do čeledi rostlin bobovitých. Její původní vlastí je středomořská část jižní Evropy.
Žlutá semena této sladké lupiny bývala kdysi běžnou potravou v zemích jižní Evropy a Latinské Ameriky. Dnes se využívají po celém světě jako příloha k jídlům, lehký předkrm nebo jen jako chuťovka. Značně rozšířená je jejich konzumace v Portugalsku a Brazílii, kde se také nejvíc pěstují. Nakládaná semena slouží nejčastěji jako chutný zákusek či jako náhrada oříšků nebo tyčinek.

## Úprava
Neupravená semena lupiny obsahují neurotoxické aminokyseliny, jež mohou působit na lidský organismus, pokud jsou konzumována dlouhodobě a ve velkém množství v suché podobě.
Aby mohla být konzumována bez rizika, musí se uvařit a na několik dní naložit do vody, která se musí pravidelně vyměňovat. Plody tak ztratí svoji původní hořkou chuť a dochází k vyloučení alkaloidů. Takto upravené plody nepředstavují žádné zdravotní riziko, jsou naopak zdraví prospěšné.

## Pozitivní vliv na organismus
Semena lupiny mají přibližně stejně vysoký obsah bílkovin jako sója, tedy průměrně 35 %. Složení těchto bílkovin je z dietetického hlediska vynikající díky jinak často v rostlinách chybějícím aminokyselinám, zejména lysinu. Dalšími základními či esenciálními aminokyselinami nacházejícími se v lupině jsou leucin a methionin, dále též semiesenciální aminokyselina arginin.
V lupinových bobech je více než 10 % tuků s vynikajícím složením až 80 % nenasycených mastných kyselin. Další významnou látkou je lecitin, což je důležitý přírodní emulgátor. Jeho obsah v tuku je až 2,5 %.

## Produkty
Plody lupiny žluté se nakládají do sladkého či slaného nálevu. Hodí se jako příloha k jídlům, chuťovka nebo doplněk salátů. Dají se konzumovat i v syrovém stavu, nicméně v případě, že slouží jako příloha, je vhodné je povařit. Vaření aktivuje enzymy, odstraňuje proces klíčení a hořkou chuť bobů. Tato úprava se většinou provádí průmyslově, takže výrobek se prodává již vařený a konzervovaný slanou vodou.
Boby jako chuťovka se pojídají většinou bez slupky. Plod se v puse rozkousne a slupka se jednoduše odstraní. Slupku lze také sníst, ale je tvrdá a trochu hůř stravitelná, má však o něco víc vlákniny.

## Lupinová mouka
Obsahuje pouze 30 % sacharidů, převážně s krátkým řetězcem. Mouka má díky obsahu karotenoidů přirozeně žlutou barvu a je v pekařském řemesle velmi žádaná. Její emulgační vlastnosti částečně nahrazují vaječné žloutky.
Lupinová mouka je přirozeně bezlepková a tedy vhodná pro výživu celiaků. Má vysoký obsah bílkovin a proto je vhodná pro veganské vaření.
Ve 100g mouky je obsaženo:[zdroj?]
- Energetická hodnota:1149 kJ
- Tuky: 7g z toho nasycené:0 g
- Sacharidy: 12,5 g z toho cukry: 2,8 g
- Bílkoviny: 38 g Sůl:0,1

## Další názvy
- škrkavičník žlutý
- vlčí bob žlutý